# Armstrong Glacier
Armstrong Glacier är en glaciär i Antarktis. Den ligger i Västantarktis. Argentina, Chile och Storbritannien gör anspråk på området. Armstrong Glacier ligger 436 meter över havet.
Terrängen runt Armstrong Glacier är kuperad. Trakten är obefolkad. Det finns inga samhällen i närheten.